# Nebulosa oscura

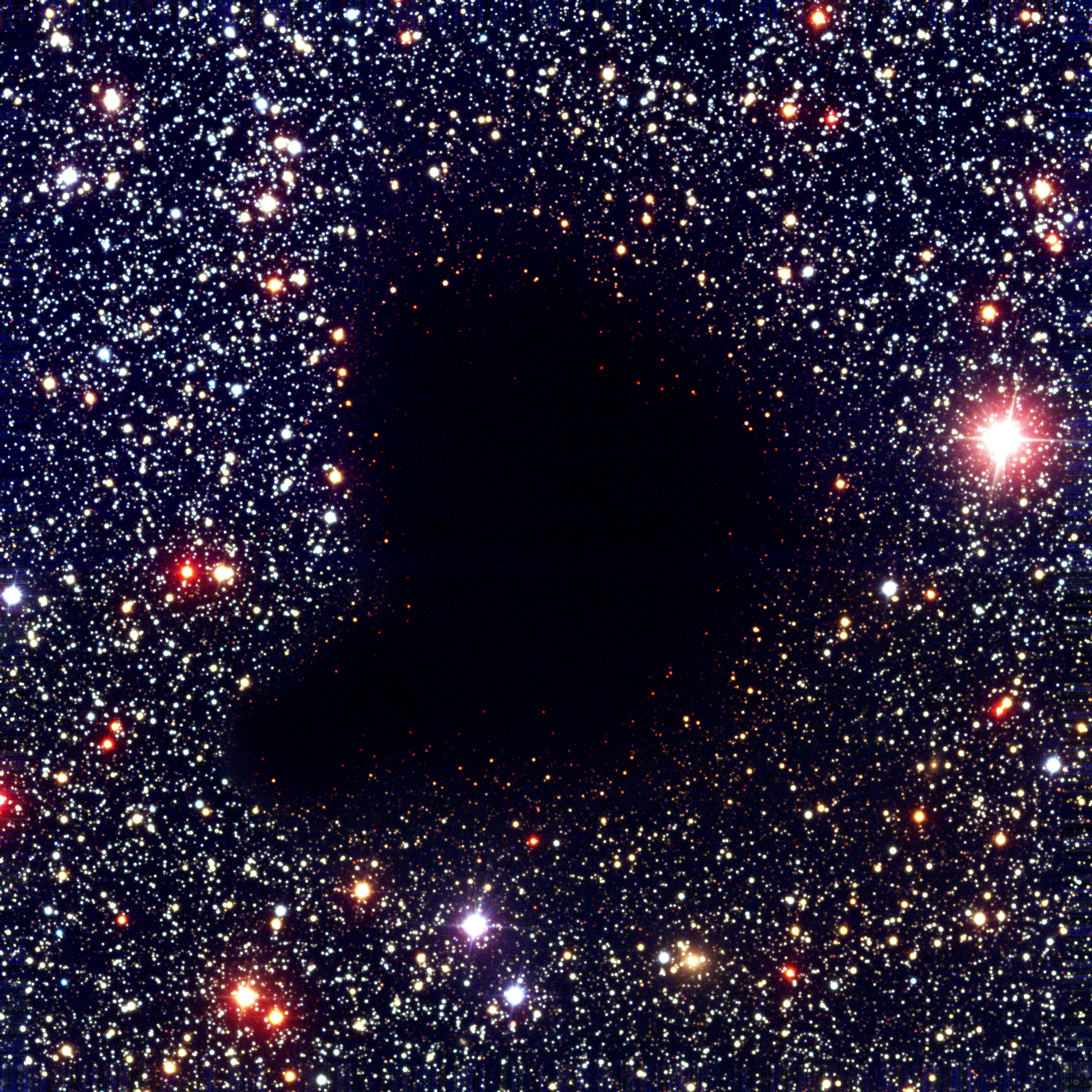
Nebulosa oscura Barnard 68.

Una nebulosa oscura (también llamada nebulosa de absorción) es una acumulación de gas y polvo interestelar no relacionada con ninguna estrella o alejada de éstas, de tal forma que no recibe su energía, por lo que su presencia sólo es advertida por contraste con un fondo estelar poblado más alejado que la nebulosa.
Las nebulosas oscuras se deben a la existencia de partículas de polvo de dimensiones sub-micrómetro, recubiertas con monóxido de carbono y nitrógeno congelados, los cuales bloquean en forma efectiva el paso de la luz en las longitudes de onda visibles. También se encuentran moléculas de hidrógeno, helio atómico, C18O (CO con oxígeno como el isótopo 18O), CS, NH3 (amoníaco), H2CO (formaldehído), c-C3H2 (ciclopropenilideno) y un ion molecular N2H+ (diazenilio), todos los cuales son relativamente transparentes. Estas nubes son los terrenos fértiles de formación de estrellas y planetas, y la comprensión de su desarrollo es esencial para comprender la formación de las estrellas.
Son las causantes de que en la periferia de la nebulosa las estrellas que se localizan por detrás de ella aparezcan atenuadas y enrojecidas a causa de la absorción de parte de la luz por granos de polvo interestelar ubicados en las partes más frías y densas de las nubes moleculares. Los cúmulos y grandes complejos de nebulosas oscuras están asociados con las nubes moleculares gigantes. Las pequeñas nebulosas oscuras aisladas se denominan glóbulos de Bok. Al igual que otros materiales o polvo interestelar, las cosas que oculta solo son visibles mediante ondas de radio en radioastronomía o infrarrojos en astronomía infrarroja.
Se puede apreciar cómo en una noche oscura y sin Luna la Vía Láctea se encuentra interrumpida por secciones oscuras, parecidas a manchas en el cielo. Esto es producto de las nebulosas oscuras que se interponen entre el Sol y parte de nuestra galaxia. Este tipo de nubes también fueron encontradas en otras galaxias y cúmulos globulares. Algunas de las de nuestra galaxia son distinguibles perfectamente, como la llamada Saco de Carbón, al este de la Cruz del Sur, donde se aprecia claramente  una zona relativamente despoblada de estrellas. Otro ejemplo conocido es la famosa Cabeza de Caballo, una nebulosa visible con telescopios medianos y ubicada en las cercanías del cinturón de Orión. 
Estudiadas en infrarrojo, algunas de ellas muestran en su interior la formación de estrellas y máseres astrofísicos.

## Descripción

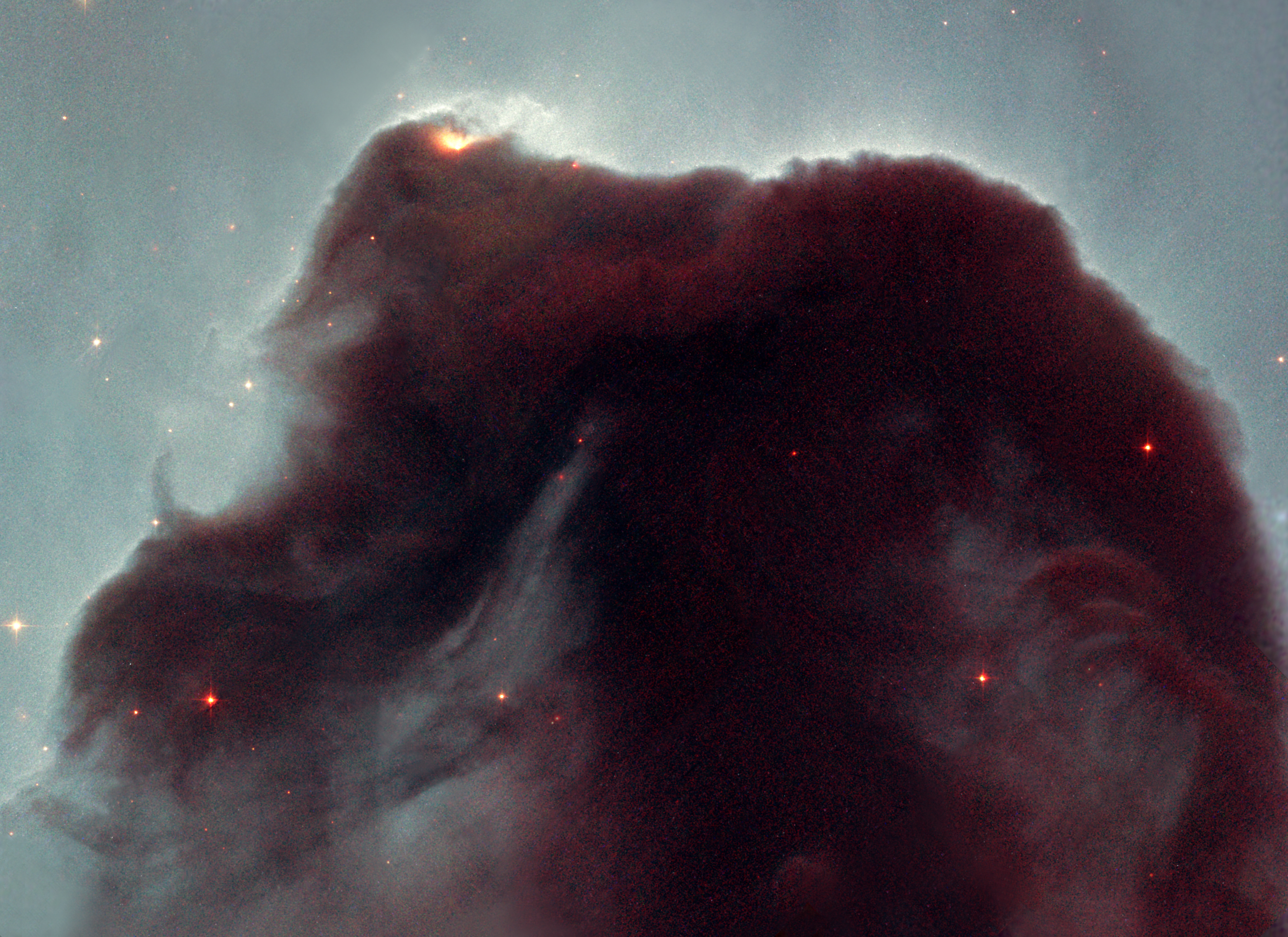
La famosa nebulosa oscura Cabeza de caballo, vista por el telescopio Hubble.

La forma de estas nebulosas oscuras es muy irregular, sin límites exteriores claramente definidos y, a veces, con una forma entrelazada. Las nebulosas oscuras más grandes son visibles a simple vista como manchas oscuras sobre el fondo más claro de la Vía Láctea. Los ejemplos más claros son el saco de carbón en la Cruz del Sur y la aparente "división" de la Vía Láctea entre las constelaciones del cisne y del águila.
Las grandes nebulosas oscuras que pueden contener más de un millón de masas solares de material y extenderse más de 200 parsecs se conocen como nubes moleculares gigantes. Las más pequeñas, llamadas glóbulos de Bok, tienden a tener menos de 3 años luz de diámetro y contienen menos de 2000 masas solares de material.
Las nebulosas oscuras más grandes pueden tener masas superiores a 106 Mo y diámetros superiores a 200 parsecs, en cuyo caso son Nubes Moleculares Gigantes. La más pequeña de ellas, los denominados glóbulos de Bock, pueden tener menos de un parsec de diámetro y menos de 2000 de masa Mo.
En nebulosas relativamente transparentes, se puede rastrear una estructura fibrosa: es causada por la influencia de campos magnéticos, que complican el movimiento de la materia a través de las líneas de fuerza. Las propias nebulosas tienen una forma irregular; aparte de los glóbulos de Bock, no tienen límites claramente definidos; a veces adquieren formas serpenteantes retorcidas. Las nebulosas oscuras más grandes son visibles a simple vista y aparecen como manchas negras contra la brillante Vía Láctea.
Las nebulosas oscuras son objetos muy fríos: la temperatura en ellas no supera los 100 K, y en ocasiones es de 10 K.
Tales nebulosas muestran una extinción interestelar significativa que va desde 1-10m hasta 10-100m en diferentes nebulosas. Los valores de estructura y absorción en las nebulosas más densas se calculan a partir de observaciones en las bandas radio, microondas y infrarrojas. Las focas (traducción adecuada?) también están presentes, donde la extinción puede alcanzar los 10000m: se supone que allí ocurre formación estelar. Esto, en particular, se indica por el hecho de que se observa radiación en el rango infrarrojo lejano en tales regiones. Si se forma allí una estrella lo suficientemente masiva, entonces puede ionizar la materia en la nebulosa, y la nebulosa oscura se volverá luminosa.

### Estructura y composición
El 99% de la masa de estas nebulosas es hidrógeno molecular, que, sin embargo, no es directamente observable, ya que casi no interactúa con la luz. La luz que atraviesa las nebulosas se dispersa en partículas de tamaño muy pequeño, del orden de 0,001 mm, y estas partículas de polvo están cubiertas de nitrógeno congelado y monóxido. También se encuentran en las nubes helio, amoníaco, formaldehído y otras sustancias.

## Orden de magnitud
El hidrógeno en estas nebulosas opacas está en forma de moléculas (nubes moleculares). Las nebulosas más grandes de este tipo, las nubes moleculares gigantes (GMC), tienen un tamaño de hasta 150  años luz. Tienen una densidad media de 100 a 300 moléculas por cm³, tienen un millón de veces la masa del sol y, por tanto, constituyen una proporción considerable de la masa en el medio interestelar.

## Estructura interna
Las nebulosas moleculares se componen principalmente de gas (nube de gas) y algo de polvo filiforme, pero también pueden incluir una gran cantidad de estrellas. Los centros de las nebulosas no son visibles en luz visible, pero pueden percibirse a través de la radiación de microondas de sus moléculas; este tipo de radiación no es absorbida por el polvo y, por tanto, puede escapar de la nube.

## Influencia en el paso de una estrella

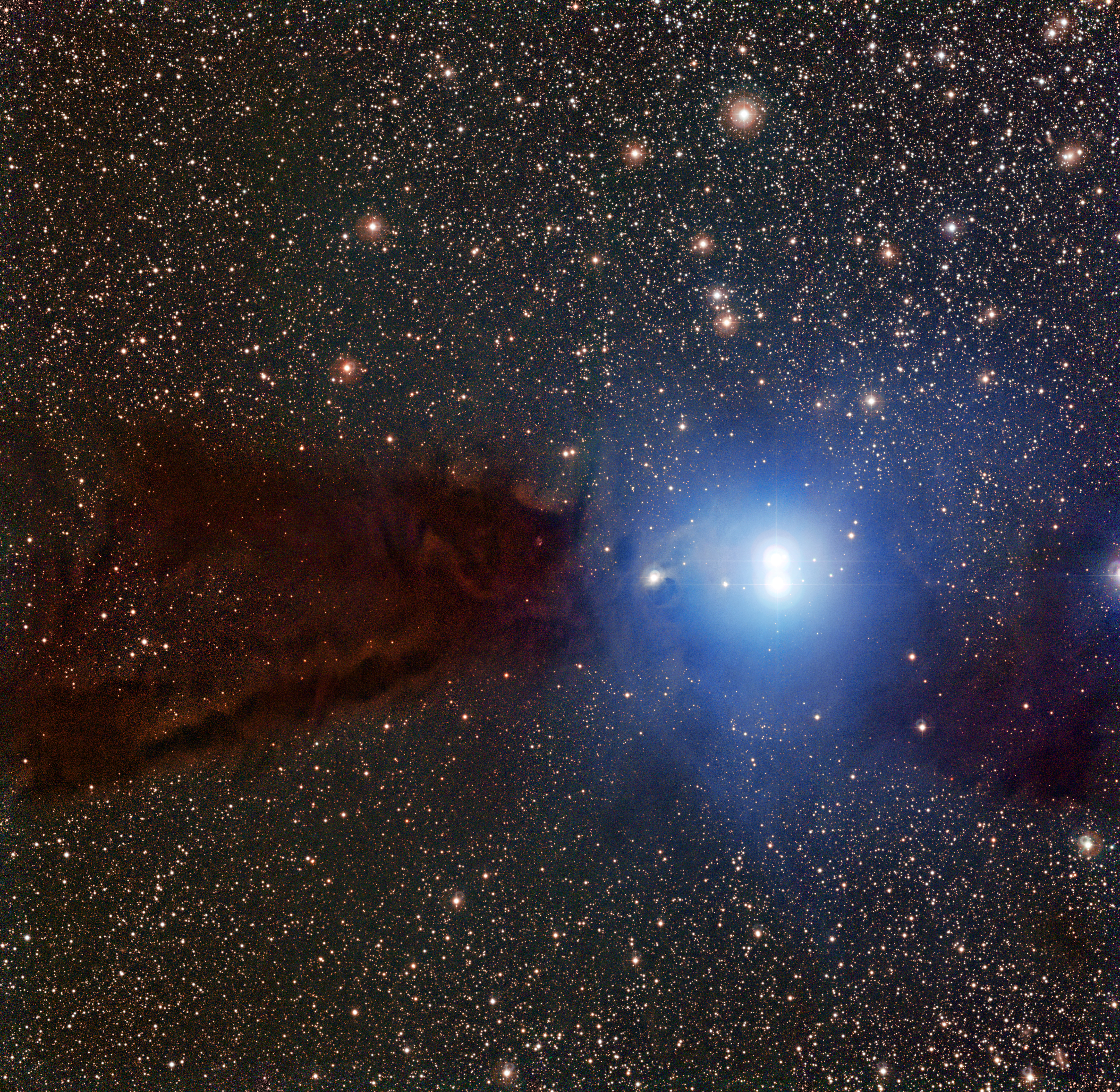
Esta evocadora imagen muestra una nube oscura donde se están formando nuevas estrellas junto con un cúmulo de estrellas brillantes que ya han emergido de su polvoriento vivero estelar. Esta nube se conoce como Lupus 3 y se encuentra a unos 600 años luz de la Tierra en la constelación de Escorpio (El Escorpión). Es probable que el Sol se formara en una región de formación estelar similar hace más de cuatro mil millones de años. Esta fotografía fue tomada con el telescopio MPG/ESO de 2,2 metros en el Observatorio La Silla en Chile y es la mejor imagen jamás tomada de este objeto poco conocido.

Las nubes moleculares gigantes desempeñan un papel importante en la dinámica de la Galaxia: si una estrella pasa cerca de una nebulosas de este tipo, su atracción gravitatoria puede provocar una notable perturbación de su movimiento espacial. Tras repetidos encuentros de este tipo, una estrella de mediana edad tiene importantes componentes de velocidad en diferentes direcciones, en lugar de la órbita casi circular de una estrella recién formada alrededor del Centro de la Vía Láctea (las estrellas jóvenes tienen la misma órbita que la CGM en la que se formaron). Esto proporciona a los astrónomos una herramienta adicional para determinar la edad de las estrellas y ayuda a explicar el grosor observable del disco galáctico.

### Admisión del sistema solar en una nube oscura
Una nebulosas oscura es una nube de gas y polvo interestelar que supera con creces al sistema solar en tamaño y puede medir hasta 150 años luz de diámetro. Si el sistema solar atravesara una nebulosa de este tipo, el polvo cósmico podría oscurecer la luz de las estrellas. Además, una nube oscura con una densidad de 100 a 300 moléculas por cm³ podría comprimir fuertemente la heliosfera, permitiendo que su materia alcanzara el interior del sistema solar e incluso eclipsara al Sol. Esto podría perturbar la fotosíntesis o hacerla imposible. Algunos investigadores sospechan que un "invierno brumoso" de este tipo está detrás de las edades glaciales y extinciones masivas del pasado.

## Glóbulos en el área H-II IC 2944

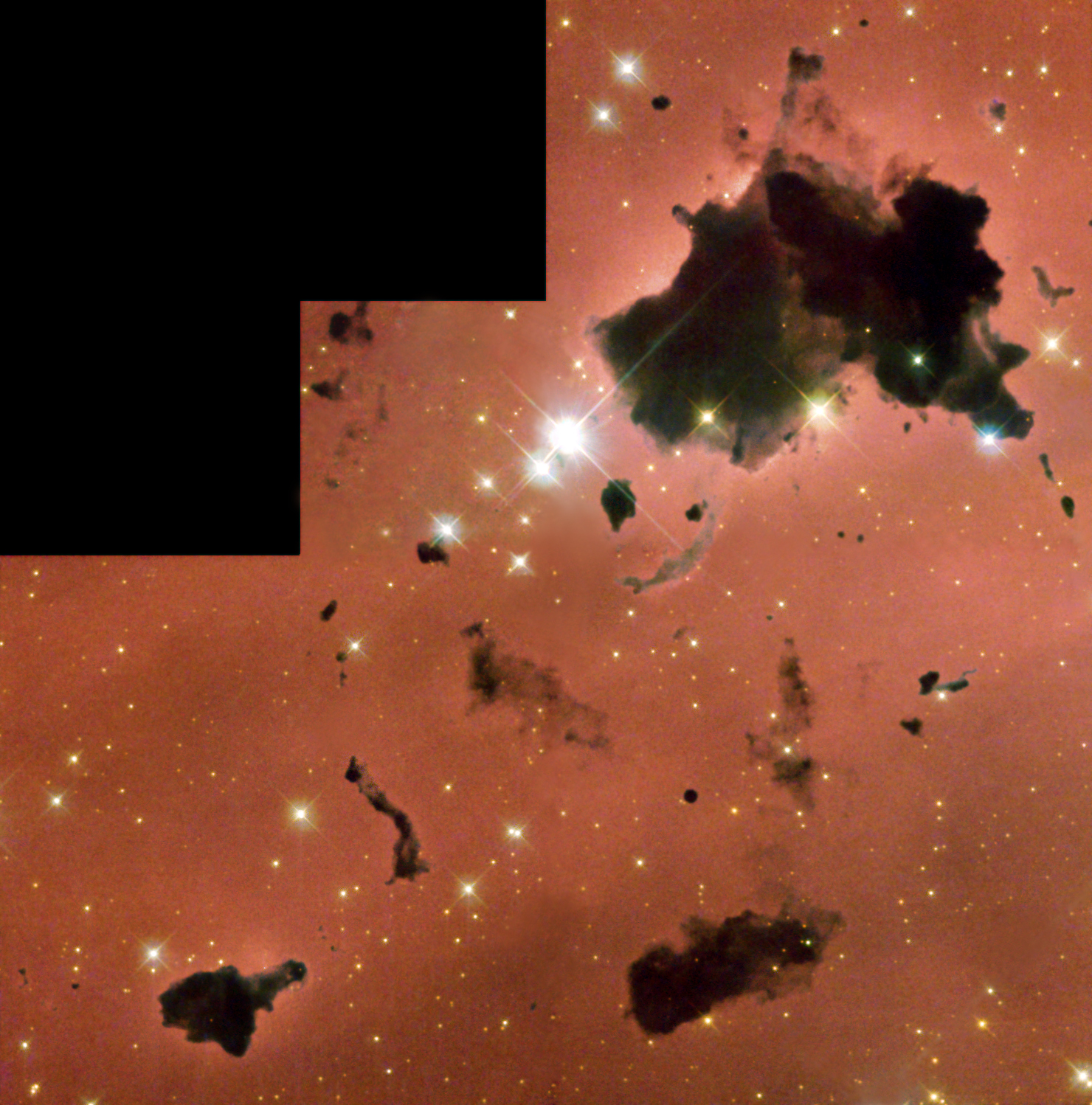
Nubes oscuras extrañamente brillantes flotan serenamente en esta notable y hermosa imagen tomada con el Telescopio Espacial Hubble. Estas nubes de polvo densas y opacas, conocidas como glóbulos, se recortan contra las estrellas brillantes cercanas en la concurrida región de formación estelar, IC 2944.

Las nebulosas tienen un campo magnético interno que contrarresta su propia gravitación. Su temperatura interna sólo es de 7 a 15  K. Las nubes tienen áreas densamente pobladas de varios tamaños, desde tamaños de estrellas hasta estructuras del tamaño de años luz.